# Ottendorfer Public Library and Stuyvesant Polyclinic Hospital
El Ottendorfer Public Library and Stuyvesant Polyclinic Hospital  es un hospital histórico ubicado en Nueva York, Nueva York. El Ottendorfer Public Library and Stuyvesant Polyclinic Hospital se encuentra inscrito  en el Registro Nacional de Lugares Históricos desde el 22 de julio de 1979.  

## Ubicación
Ottendorfer Public Library and Stuyvesant Polyclinic Hospital se encuentra dentro del condado de Nueva York en las coordenadas 40°43′47″N 73°59′15″O / 40.729722, -73.9875.